# De nacht dat Samuel terugkwam
De nacht dat Samuel terugkwam is een hoorspel van Wim Ramaker. De AVRO zond het uit op donderdag 3 januari 1974, van 21:30 tot 22:55 uur, met harpmodulaties door Titia Tieman. De regisseur was Dick van Putten.

## Rolbezetting
- Johan Schmitz (Samuel)
- Eva Janssen (Naodja, z’n vrouw)
- Bernard Droog (koning Saul)
- Hans Veerman (Ofir, legeraanvoerder & Abner)
- Wim van den Brink (vader Eli)
- Joop van der Donk & Hans Karsenbarg (z’n zonen Hofni & Pinehas)
- Willy Brill (Hanna)
- Fé Sciarone (een waarzegster & Abigal)
- Edmond Classen (Goliath)
- Hans Karsenbarg (Jonathan)
- Hein Boele (David)
- Joke Reitsma-Hagelen & Joke van den Berg (twee vrouwen)

## Inhoud
Dit hoorspel vertelt het tragische verhaal van Saul die op de uitdrukkelijke wil van het volk tot koning wordt gezalfd, maar die door ongehoorzaam te zijn aan Jaweh de troon weer moet afstaan. Hij probeert op alle mogelijke manieren tegenstand te bieden. Hij neemt zelfs een waarzegster in de arm, maar hij moet het afleggen tegen David. Samuel, de profeet, geeft de boodschap van David door: “Zo spreekt Jaweh, de Eeuwige, de Almachtige: Omdat gij naar mij niet geluisterd hebt en mijn geboden hebt overtreden, zal ik uw koningschap over Israël niet bestendigen, maar van u afnemen. Ik heb mij een man gezocht naar mijn hart, een man die mijn geboden onderhoudt en naar mij luistert.”